# Boone Township (comté de Saint Charles, Missouri)
Pour les articles homonymes, voir Boone Township.
Boone Township est un ancien township, situé dans le comté de Saint Charles, dans le Missouri, aux États-Unis,.